# Colin Kapp
Derek Ivor Colin Kapp (Zuid-Londen, 3 april 1928 - Chichester, West-Sussex, 3 augustus 2007) was een Brits schrijver van sciencefictionboeken en verhalen.

## Biografie
Kapp werkte als elektronicus bij de Mullard Radio Valve Company en later als freelance consulant voor galvanotechnieken. Zijn eerste kort verhaal Life Plan werd in het SF-magazine New Worlds gepubliceerd in november 1958. Het beste van zijn korte verhalen verscheen de volgende jaren in het magazine. Van november 1963 tot januari 1964 verscheen in New Worlds Transfinite Man als reeks die later als zijn eerste roman uitgegeven werd onder de naam The Dark Mind. Zijn professionele expertise in galvanisatie staat centraal in het verhaal "Hunger Over Sweet Waters" dat in 1965 werd gepubliceerd in New Writings in SF 4. Hij werd bekend door zijn serie verhalen over The Unorthodox Engineers (tussen 1959 en 1975) die inspireerde tot het maken van een adventure game in 1983 onder de naam: The Unorthodox Engineers: The Pen and the Dark (1983). Er was een kloof van bijna tien jaar alvorens zijn laatste twee verhalen gepubliceerd werden. Kapp was vooral populair in Groot-Brittannië en slechts een deel van zijn werk werd uitgegeven in de Verenigde Staten. Drie van zijn boeken werden vertaald in het Nederlands.

### Cageworld-serie
1. Search for the sun! (1982) (ook gepubliceerd als Cageworld)
2. The Lost worlds of Cronus (1982)
3. The Tyrant of Hades (1984)
4. Star Search (1984)

### Chaos-serie
- The Patterns of Chaos (1972) (nl: Chaos in regelmaat)
- The Chaos Weapon (1977)

### Romans
- The Dark Mind (1964) (ook gepubliceerd als Transfinite Man) (nl: Dalroi en de zwarte ridders)
- The Wizard of Anharitte (1973) (nl: De tovenaar van Anharitte)
- The Survival Game (1976)
- Manalone (1977)
- The Ion War (1978)

### Korte verhalen

#### Unorthodox Engineers-serie
- The Railways Up on Cannis (1959)
- The Subways of Tazoo (1964)
- The Pen and the Dark (1966)
- Getaway from Getawehi (1969)
- The Black Hole of Negrav (1975)

Verzameld in The Unorthodox Engineers (1979)

#### Andere verhalen
- Life Plan (1958)
- Breaking Point (1959)
- Survival Problem (1959)
- Lambda I (1962)
- The Night-Flame (1964)
- Hunger Over Sweet Waters (1965)
- Ambassador to Verdammt (1967)
- The Imagination Trap (1967)
- The Cloudbuilders (1968)
- I Bring You Hands (1968)
- Gottlos (1969)
- The Teacher (1969)
- Letter from an Unknown Genius (1971)
- What the Thunder Said (1972)
- Which Way Do I Go For Jericho? (1972)
- The Old King's Answers (1973)
- Crimescan (1973)
- What The Thunder Said (1973)
- Mephisto and the Ion Explorer (1974)
- War of the Wastelife (1974)
- Cassius and the Mind-Jaunt (1975)
- Something in the City (1984)
- An Alternative to Salt (1986)